# That Lonesome Song
| Оценки критиков       | Оценки критиков |
| Источник              | Оценка          |
| --------------------- | --------------- |
| Allmusic              | [ 1 ]           |
| Country Standard Time | favorable       |
| Country Weekly        | [ 3 ]           |
| Engine 145            | [ 4 ]           |

That Lonesome Song — третий студийный альбом американского кантри-музыканта Джейми Джонсона, изданный 5 августа 2008 года на студии Mercury Nashville, второй на крупных лейблах. Имел 3 номинации на 51-й церемонии «Грэмми», включая категорию «Лучший кантри-альбом».

## История
После выхода предыдущего альбома Джонсона, The Dollar (2006), музыкант из-за потери прежнего лейбла BNA Records записывал песни другим певцам, включая кантри-хиты № 1, например, «Give It Away» (George Strait) и «Ladies Love Country Boys» (Trace Adkins). В апреле 2007, он вернулся к записи студийного материала для нового альбома, ещё не имея контракта с крупными лейблами.
That Lonesome Song дебютировал на позиции № 6 в американском хит-параде Top Country Albums. Тираж альбома составил 620,000 копий к ноябрю 2009 и получил статус платинового от RIAA.
Альбом получил положительные отзывы музыкальной критики и интернет-изданий: Allmusic, Country Standard Time, Country Weekly, Engine 145. Песня «High Cost of Living» была включена журналом Rolling Stone в Список лучших песен 2008 года под номером 38 (100 Best Songs of 2008)..
Rhapsody (online music service) назвал диск пятым лучшим кантри-альбомом в своём спсике десятилетия (№ 5 в «Country’s Best Albums of the Decade»). Engine 145 назвало диск лучшим кантри-альбомом десятилетия Country Music Television также назвало диск одним из лучших в декаду(«A Dozen Favorite Country Albums of the Decade»).

## Список композиций
| №   | Название                     | Автор(ы)                               | Длительность |
| --- | ---------------------------- | -------------------------------------- | ------------ |
| 1.  | «Released»                   |                                        | 0:38         |
| 2.  | «High Cost of Living»        | Jamey Johnson, James T. Slater         | 5:45         |
| 3.  | «Angel»                      | Johnson, Jeff Bates                    | 4:28         |
| 4.  | «Place Out on the Ocean»     | Johnson                                | 4:02         |
| 5.  | «Mowin' Down the Roses»      | Johnson, Jeremy Popoff                 | 4:21         |
| 6.  | «The Door Is Always Open»    | Dickey Lee, Bob McDill                 | 3:35         |
| 7.  | «Mary Go Round»              | Johnson, Wyatt Beard                   | 4:52         |
| 8.  | «In Color»                   | Johnson, James Otto, Lee Thomas Miller | 4:50         |
| 9.  | «The Last Cowboy»            | Johnson, Rob Hatch, Teddy Gentry       | 4:16         |
| 10. | «That Lonesome Song»         | Johnson, Kendell Marvel, Wayd Battle   | 4:01         |
| 11. | «Dreaming My Dreams»         | Allen Reynolds                         | 4:12         |
| 12. | «Women»                      | Johnson, Jim Brown                     | 3:27         |
| 13. | «Stars in Alabama»           | Johnson, Gentry                        | 3:45         |
| 14. | «Between Jennings and Jones» | Johnson, Buddy Cannon                  | 4:11         |

## Чарты
| Чарт (2008)                        | Высшая позиция |
| ---------------------------------- | -------------- |
| США (Billboard 200)                | 28             |
| США (Billboard Top Country Albums) | 6              |

### Итоговый годовой чарт
| Чарт (2010)                      | Позиция |
| -------------------------------- | ------- |
| США Billboard 200                | 161     |
| США Billboard Top Country Albums | 61      |

### Синглы
| Год                                    | Сингл                 | Высшая позиция | Высшая позиция |
| Год                                    | Сингл                 | US Country     | US             |
| -------------------------------------- | --------------------- | -------------- | -------------- |
| 2008                                   | «In Color»            | 9              | 52             |
| 2009                                   | «High Cost of Living» | 34             | —              |
| «—» прочерк означает неучастие в чарте |                       |                |                |

## Сертификации
| Регион                                                                      | Сертификация  | Продажи   |
| --------------------------------------------------------------------------- | ------------- | --------- |
| США (RIAA)                                                                  | 2× Платиновый | 2 000 000 |
| Данные о продажах + прослушиваниях приведены только на основе сертификации. |               |           |